# جوی مک‌کین
جوی مک‌کین (انگلیسی: Joy McKean؛ زادهٔ ۱۴ ژانویهٔ ۱۹۳۰ - درگذشته ۲۵ مهٔ ۲۰۲۳) دارنده نشان استرالیا، خواننده-ترانه‌پرداز موسیقی سبک کانتری و همسر اسلیم داستی اهل استرالیا بود.
مک‌کین به عنوان پیشگام و ملکه موسیقی کانتری استرالیا شناخته شده‌بود.